# Mecànica de fluids computacional

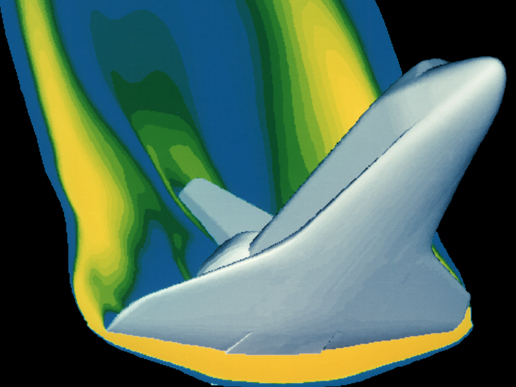
Una simulació per computador d'un flux d'aire d'alta velocitat al voltant d'un transbordador espacial durant la reentrada.

La Dinàmica de fluids computacional (CFD) és una de les branques de la mecànica de fluids que utilitza mètodes numèrics i algorismes per resoldre i analitzar problemes sobre el flux dels fluids.

## Mètode
S'utilitzen ordinadors per a realitzar milions de càlculs requerits per poder simular la interacció dels líquids i els gasos amb superfícies complexes projectades per l'enginyeria. Àdhuc amb equacions simplificades i superordenadors d'alt rendiment, només es poden aconseguir resultats aproximats en molts casos. La contínua recerca, no obstant això, permet la incorporació de programari que augmenta la velocitat de càlcul així com disminueix també el marge d'error, al mateix temps que permet analitzar situacions cada vegada més complexes com els fluids transsònics i els fluxos turbulents. La verificació de les dades obtingudes per CFD sol ser realitzada en túnels de vent o en altres models físics a escala.
Un dels pares d'aquest mètode d'anàlisi va ser Suhas Patankar que és actualment professor emèrit de la Universitat de Minesota.
El mètode consisteix en discretitzar una regió de l'espai creant el que es coneix per una malla espacial, dividint una regió de l'espai en petits volums de control. Després es resolen en cadascun d'ells, les equacions de conservació discretitzades, de manera que en realitat es resol una matriu algebraica en cada cel·la de forma iterativa fins que el residu és suficientment petit.